# Croix de Cordes-sur-Ciel
La croix de Cordes-sur-Ciel est une croix monumentale médiévale de Cordes-sur-Ciel, une commune du Tarn. Elle est classée monument historique depuis le 28 juin 1912.

## Description
Elle a été installée sous la halle, sur un support en pierre de grès rouge. La croix est en fer forgé doré. Elle date du XVIe siècle.

## Sources